# Fothergilla gardenii
Fothergilla gardenii là một loài thực vật có hoa trong họ Hamamelidaceae. Loài này được L. miêu tả khoa học đầu tiên năm 1774.